# FIVB Volleyball World Grand Champions Cup
FIVB Volleyball World Grand Champions Cup var en landslagsturnering i volleyboll som spelades i Japan året efter de olympiska turneringarna. Turneringen skapades 1993, då FIVB beslutade sig för att arrangera minst en stor landslagsturnering varje år. I juni 2023 beslutade FIVB att VM skulle börja spelas vartannat år och som en följd av det lades World Grand Champions Cup ner.

## Resultat

### Herrar
| År            | Etta      | Tvåa          | Trea        | Fyra     | Femma     | Sexa       |
| ------------- | --------- | ------------- | ----------- | -------- | --------- | ---------- |
| 1993 Detaljer | Italien   | Brasilien     | Kuba        | Japan    | USA       | Sydkorea   |
| 1997 Detaljer | Brasilien | Nederländerna | Kuba        | Kina     | Japan     | Australien |
| 2001 Detaljer | Kuba      | Brasilien     | Jugoslavien | Sydkorea | Japan     | Argentina  |
| 2005 Detaljer | Brasilien | USA           | Italien     | Japan    | Egypten   | Kina       |
| 2009 Detaljer | Brasilien | Kuba          | Japan       | Polen    | Iran      | Egypten    |
| 2013 Detaljer | Brasilien | Ryssland      | Italien     | Iran     | USA       | Japan      |
| 2017 Detaljer | Brasilien | Italien       | Iran        | USA      | Frankrike | Japan      |

### Damer
| År            | Etta      | Tvåa      | Trea                    | Fyra      | Femma    | Sexa                    |
| ------------- | --------- | --------- | ----------------------- | --------- | -------- | ----------------------- |
| 1993 Detaljer | Kuba      | Kina      | Ryssland                | Japan     | USA      | Peru                    |
| 1997 Detaljer | Ryssland  | Kuba      | Brasilien               | Kina      | Japan    | Sydkorea                |
| 2001 Detaljer | Kina      | Ryssland  | Japan                   | Brasilien | USA      | Sydkorea                |
| 2005 Detaljer | Brasilien | USA       | Kina                    | Polen     | Japan    | Sydkorea                |
| 2009 Detaljer | Italien   | Brasilien | Dominikanska republiken | Japan     | Sydkorea | Thailand                |
| 2013 Detaljer | Brasilien | USA       | Japan                   | Ryssland  | Thailand | Dominikanska republiken |
| 2017 Detaljer | Kina      | Brasilien | USA                     | Ryssland  | Japan    | Sydkorea                |